# Фер, Николя де
Николя (Николас) де Фер (фр. Nicolas de Fer; 1646, Париж — 25 октября 1720, Париж) — французский гравёр, картограф, издатель, географ.

## Биография
Родился в семье парижского типографа и издателя Антуана де Фера. В возрасте двенадцати лет начал изучать искусство гравирования.
После смерти отца в 1673 году, унаследовал издательство. Состоя на службе у французской короны, издавал географические атласы, планы городов и населённых пунктов, карты, связанные с Французским королевством, её колониями и зонами влияния. В 1693 году издал, в частности, виды Каменца-Подольского в серии «Les Forces de l’Europe».
В 1694 году Николя де Фер создал первую карту Парижа карманного размера, предназначенную специально для тех, кто собирался передвигаться по городу пешком.Издание было одновременно и картой и путеводителем.
Им был создан гравированный план Санкт-Петербурга, изданный в 1717 году в Париже по заказу находившегося там в то время царя Петра I.
Был одним из самых активных и влиятельных французских издателей на рубеже XVII и XVIII веков. Важнейшим элементом пропаганды авторитета Бурбонов.
Всего создал более 600 географических карт, в том числе планов и описаний городов Франции, её провинций, а также морских путей.
Его основная работа, «Atlas Curieux» (Атлас Кюри), была издана в Париже в 1700 году.

## Избранные работы
- Les Côtes de France (1690)

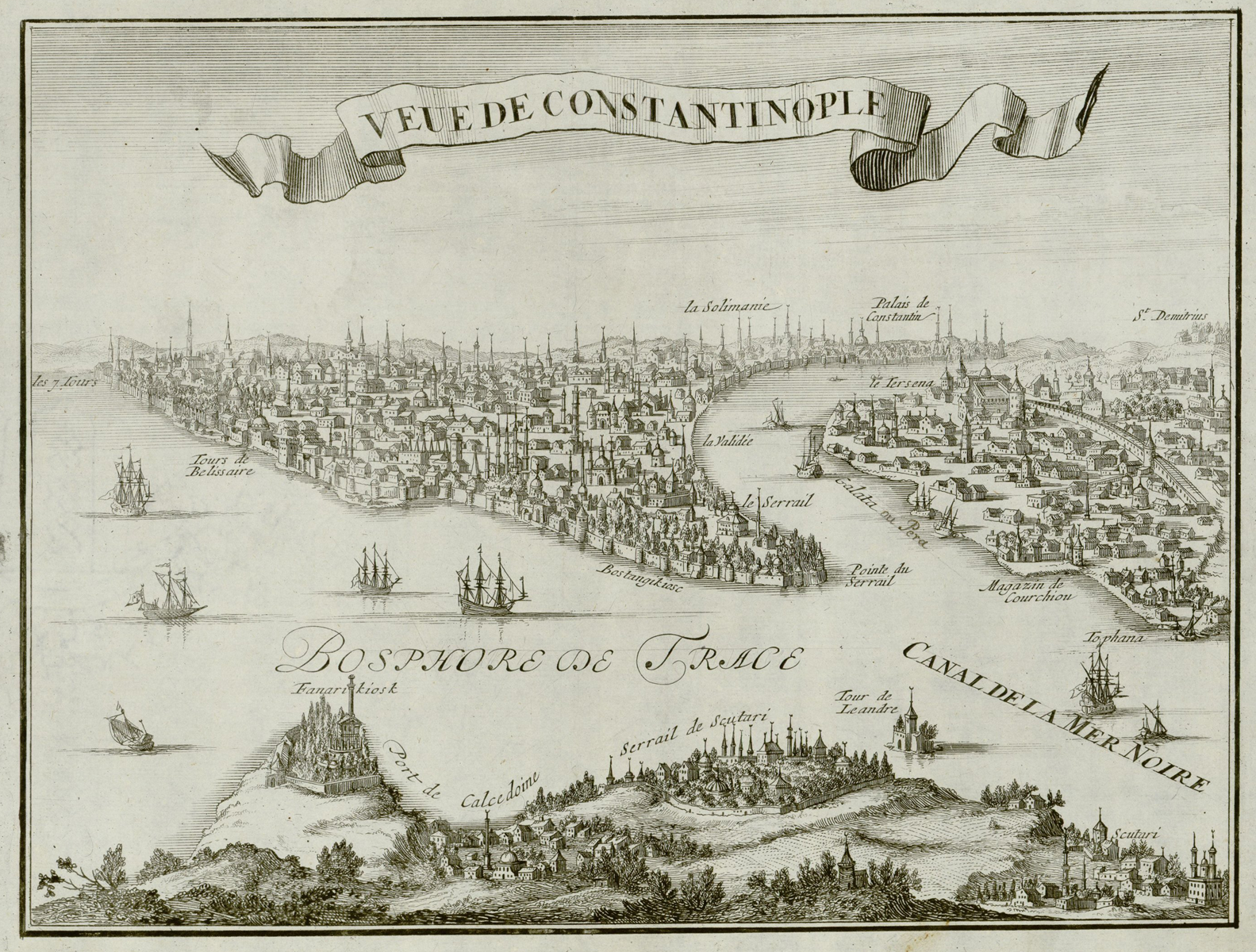
Карта Константинополя. Парид, 1696

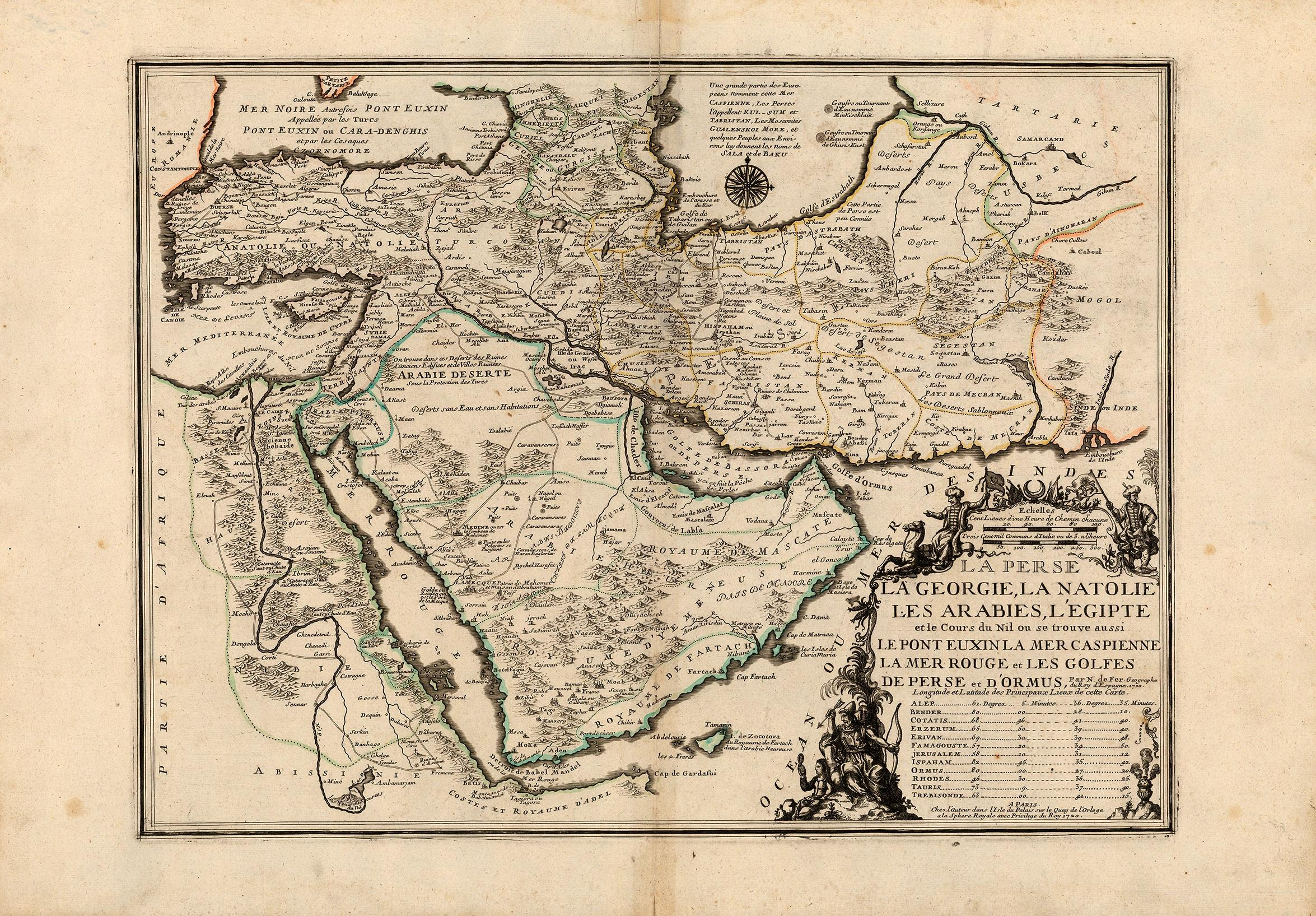
Карта Персии, Грузии, Анатолии, Аравии, Египта. Париж, 1720

- La France Triomphante Sous le Règne de Louis le Grand (1693)
- Les Forces де l’Europe (1690—1695)
- Atlas Royal
- Petit et Nouveau Atlas (1697)
- Les Beautés de la France (1708)
- Atlas Curieux où le Monde représenté dans les cartes générales et particulières du Ciel et de la Terre
- Atlas ou recueil de cartes géographiques dressées sur les nouvelles observations
- Королевство Польское, состоящее из большой и малой Польши, великого герцогства Литовского, Пруссии и Курляндии, разделённое на провинции и наместничества. Париж (1716).